# 山口県道137号玖珂停車場線
山口県道137号玖珂停車場線（やまぐちけんどう137ごう くがていしゃじょうせん）は、山口県岩国市を通る一般県道である。

## 概要
JR西日本岩徳線 玖珂駅から山口県道144号光玖珂線交点に至る。

### 路線データ
- 起点：岩国市玖珂町（JR西日本岩徳線 玖珂駅前）
- 終点：岩国市玖珂町（玖珂駅前交差点、山口県道144号光玖珂線交点）

## 歴史
- 1958年（昭和33年）10月1日 - 山口県告示第644号の2により認定される。
- 1972年（昭和47年）頃 - 現行の県道番号に変更される。
- 2006年（平成18年）3月20日 - 玖珂郡玖珂町が岩国市に移行することにより起終点の地名が変更される（玖珂郡玖珂町駅通→岩国市玖珂町駅通、玖珂郡玖珂町本町→岩国市玖珂町本町）。

## 地理

### 通過する自治体
- 山口県
  - 岩国市

### 交差する道路
| 交差する道路          | 交差する場所 | 交差する場所          |
| --------------------- | ------------ | --------------------- |
| 山口県道144号光玖珂線 | 玖珂町       | 玖珂駅前交差点 / 終点 |

### 沿線
- JR西日本岩徳線 玖珂駅